# Tour de Bretagne 2019
La 53e édition du Tour de Bretagne a eu lieu du 25 avril au 1er mai 2019. La course fait partie du calendrier UCI Europe Tour 2019 en catégorie 2.2. 
Elle est remportée par Lorrenzo Manzin, de l'équipe bretonne Vital Concept-B&B Hotels.

## Présentation

### Parcours
« Le parcours 2019 dévoilé », sur le site officiel, 20 mars 2019

### Équipes
| Équipes continentales professionnelles (4)- Androni Giocattoli-Sidermec - Arkéa-Samsic - Vital Concept-B&B Hotels - Gazprom-RusVelo Équipes continentales (12)- Arapahoe-Hincapie p/b BMC - Astana City - Development Team Sunweb - Dimension Data for Qhubeka - EvoPro Racing - Groupama-FDJ Continental - IAM Excelsior - Interpro Cycling Academy - Joker Fuel of Norway - Ljubljana Gusto Santic - Natura4Ever-Roubaix Lille Métropole - SEG Racing Academy Équipes amateurs (2)- Lizarte - Pays de la Loire espoirs Équipes régionales et de clubs (4)- Côtes d'Armor-Marie Morin-Véranda Rideau - Lotto-Soudal U23 - Sojasun espoir-ACNC - UC Nantes Atlantique Équipe régionale et de club- équipe régionale de Bretagne de cyclisme sur route |
| |

« Un plateau de choix pour la 53e édition », sur le site officiel, 31 mars 2019

## Étapes
| Étape | Date | Villes étapes | type | Distance (km) | Vainqueur d'étape | Leader du classement général |
| ----- | ---- | ------------- | ---- | ------------- | ----------------- | ---------------------------- |

## Classements finals

### Classement général
| \| Classement général \| Classement général \| Classement général \| Classement général \| Classement général \| \| Coureur \| Coureur \| Pays \| Équipe \| Temps \| \| ------------------ \| ------------------ \| ------------------ \| -------------------------------- \| ------------------ \| \| 1er \| Lorrenzo Manzin \| France \| Vital Concept-B&B Hotels \| 27 h 01 min 07 s \| \| 2e \| Fabian Lienhard \| Suisse \| IAM Excelsior \| + 0 s \| \| 3e \| Nils Eekhoff \| Pays-Bas \| Development Team Sunweb \| + 3 s \| \| 4e \| Léo Danès \| France \| UC Nantes Atlantique \| + 3 s \| \| 5e \| Alexys Brunel \| France \| Équipe continentale Groupama-FDJ \| + 5 s \| \| 6e \| Luca Mozzato \| Italie \| Dimension Data for Qhubeka \| + 7 s \| \| 7e \| Alberto Dainese \| Italie \| SEG Racing Academy \| + 8 s \| \| 8e \| Benoît Jarrier \| France \| Arkéa-Samsic \| + 10 s \| \| 9e \| Clément Russo \| France \| Arkéa-Samsic \| + 10 s \| \| 10e \| Julian Mertens \| Belgique \| Lotto-Soudal U23 \| + 10 s \| |                 |          |                                  |                  |
| |                 |          |                                  |                  |
| Sources : Cycling Quotient Cycling Archives |                 |          |                                  |                  |
| Classement général |                 |          |                                  |                  |
| Coureur | Coureur         | Pays     | Équipe                           | Temps            |
| 1er | Lorrenzo Manzin | France   | Vital Concept-B&B Hotels         | 27 h 01 min 07 s |
| 2e | Fabian Lienhard | Suisse   | IAM Excelsior                    | + 0 s            |
| 3e | Nils Eekhoff    | Pays-Bas | Development Team Sunweb          | + 3 s            |
| 4e | Léo Danès       | France   | UC Nantes Atlantique             | + 3 s            |
| 5e | Alexys Brunel   | France   | Équipe continentale Groupama-FDJ | + 5 s            |
| 6e | Luca Mozzato    | Italie   | Dimension Data for Qhubeka       | + 7 s            |
| 7e | Alberto Dainese | Italie   | SEG Racing Academy               | + 8 s            |
| 8e | Benoît Jarrier  | France   | Arkéa-Samsic                     | + 10 s           |
| 9e | Clément Russo   | France   | Arkéa-Samsic                     | + 10 s           |
| 10e | Julian Mertens  | Belgique | Lotto-Soudal U23                 | + 10 s           |

### Classements annexes

#### Classement par points
| Classement par points | Classement par points | Classement par points | Classement par points               | Classement par points |
| Coureur               | Coureur               | Pays                  | Équipe                              | Points                |
| --------------------- | --------------------- | --------------------- | ----------------------------------- | --------------------- |
| 1er                   | Lorrenzo Manzin       | France                | Vital Concept-B&B Hotels            | 108 pts               |
| 2e                    | Nils Eekhoff          | Pays-Bas              | Development Team Sunweb             | 103 pts               |
| 3e                    | Alberto Dainese       | Italie                | SEG Racing Academy                  | 101 pts               |
| 4e                    | Luca Mozzato          | Italie                | Dimension Data for Qhubeka          | 85 pts                |
| 5e                    | Maxime Daniel         | France                | Arkéa-Samsic                        | 76 pts                |
| 6e                    | Arne Marit            | Belgique              | Lotto-Soudal U23                    | 60 pts                |
| 7e                    | Julian Mertens        | Belgique              | Lotto-Soudal U23                    | 54 pts                |
| 8e                    | Benoît Jarrier        | France                | Arkéa-Samsic                        | 50 pts                |
| 9e                    | Fabian Lienhard       | Suisse                | IAM Excelsior                       | 48 pts                |
| 10e                   | Emiel Vermeulen       | Belgique              | Natura4Ever-Roubaix Lille Métropole | 43 pts                |

#### Classement par équipes
| Classement par équipes | Classement par équipes                             | Classement par équipes | Classement par équipes |
| Équipe                 | Équipe                                             | Pays                   | Temps                  |
| ---------------------- | -------------------------------------------------- | ---------------------- | ---------------------- |
| 1re                    | Arkéa-Samsic                                       | France                 | 81 h 04 min 12 s       |
| 2e                     | Groupama-FDJ                                       | France                 | + 0 s                  |
| 3e                     | Lotto-Soudal U23                                   | Belgique               | + 15 s                 |
| 4e                     | UC Nantes Atlantique                               | France                 | + 33 s                 |
| 5e                     | SEG Racing Academy                                 | Pays-Bas               | + 53 s                 |
| 6e                     | Joker Fuel of Norway                               | Norvège                | + 1 min 25 s           |
| 7e                     | Natura4Ever-Roubaix Lille Métropole                | France                 | + 2 min 02 s           |
| 8e                     | Côtes d'Armor-Marie Morin-Véranda Rideau           | France                 | + 4 min 05 s           |
| 9e                     | Ljubljana Gusto Santic                             | Slovénie               | + 4 min 31 s           |
| 10e                    | équipe régionale de Bretagne de cyclisme sur route | Bretagne               | + 5 min 06 s           |